# Arkadiusz Suchara
Arkadiusz Suchara – polski basista, pedagog, założyciel Młodzieżowego Studium Muzyki Rozrywkowej w Oleśnie i organizator festiwalu Jazz'obranie.

## Życiorys
Urodził się i wychował w Lublińcu. Absolwent tamtejszej Państwowej Szkoły Muzycznej I st. im. J. Garści w klasie wiolonczeli; Uniwersytetu Śląskiego na Wydziale Artystycznym w zakresie Muzyki i Uniwersytetu Opolskiego na Wydziale Historii i Sztuki. W latach 90. jako uczeń 6 klasy szkoły podstawowej rozpoczął naukę gry na gitarze basowej. Wykonawcami z którymi osiągał pierwsze sukcesy, byli: oleska grupa z nurtu poezji śpiewanej, działająca pod nazwą Są Gorsi (2001–2006) i Jarecki (zwycięzca koncertu Debiuty w 2006 roku w ramach XLIII KFPP w Opolu). Później współpracował z wieloma muzykami krajowymi, jak i zagranicznymi, a byli to m.in.: Andrzej Jagodziński, Krzesimir Dębski, Włodek Pawlik, Maciej Sikała, Piotr Wojtasik, José Torres, Robert Gliński, Wojciech Pilichowski, Wojciech Olszak, Radosław Owczarz, Zbigniew Wodecki, Andrzej Cierniewski, Mieczysław Szcześniak, Anna Jurksztowicz, Anna Serafińska, Anna Świątczak, Ola Chodak (była wokalista zespołu Brathanki), Barbara Zielińska-Van, Maciej Molęda, Jakub Molęda, Grubson, Adam Kosewski, Gang Marcela, Kolekcja, Time Square, Eric Marienthal, Jey Tee Tetrissa (duet Candy Dulfer i Mike’a Sterna), Otto Wiliams, Femi Temowo czy In-Grid.
Na stałe współpracuje z Katarzyną Sucharą (żona muzyka), WWBandem, big-bandem Wind Band i ASformation – autorski projekt basisty, powstały w 2010 roku i wykonujący muzyczną mieszankę rocka progresywnego, fusion, funku i jazzu. Do tej pory zespół koncertował w kraju (m.in. dwukrotny uczestnik festiwalu Bass Day Poland – po raz pierwszy w 2011 roku), ale również w kilku innych krajach Europy (m.in. Anglia, Szkocja, Niemcy), zaś w 2012 roku nagrał swój debiutancki album pt. Bajlandia. Basista kooperuje również z muzykami z którymi niegdyś pracował w zespole Są Gorsi, a są to: Kacper Popek z którym gra w jego projekcie Popek Band (ponadto muzyk wystąpił razem perkusistą w odcinku 11 pt. Czym właściwie jest groove? Budowanie atrakcyjnego groovu – timing, feeling z cyklu Tajemnice Polskich Mistrzów Perkusji, gdzie wraz z nim zagrał jego dwie kompozycje) i Kamil Barański.
Twórca i założyciel Młodzieżowego Studium Muzyki Rozrywkowej w Oleśnie, gdzie pełni rolę wykładowcy w klasie gitary basowej. Ponadto organizuje i prowadzi warsztaty muzyczne dla basistów m.in. w Olsztynie, Opolu, Sielpii, Końskich, Oleśnie oraz imprezę pod nazwą Gram bo lubię w Lublińcu (pierwsza edycja miała miejsce 26 stycznia 2011 roku). Współtwórca i organizator Międzynarodowego Festiwalu Jazzowego Jazz'obranie.
Endorser firm Taurus, G-Lab, BS-Guitars i współtwórca nowoczesnego sprzętu dla basistów. Na prośbę muzyka, firma Taurus wykonała dotychczas nieprodukowaną przez nią serię Slim Line, tzn. pionowe wersje modeli Taurus Amp TN-210 Custom i Taurus Amp TN-112 Custom. Jest on także jednym z dwóch współtwórców efektu gitarowego dla basistów pod nazwą G-Lab Bass Woowe Wah.

## Życie prywatne
Od 13 lutego 1993 roku mąż wokalistki Katarzyny Suchary. Mają dwie córki: Igę i Julię, które również muzykują.

## Sprzęt

### Efekty gitarowe
- G-Lab Bass Woowe Wah[1]

### Wzmacniacze
- Taurus Amp Qube – 450[2]
- Taurus Amp TN - 210 Custom[2]
- Taurus Amp TN - 112 Custom[2]